# قائمة شخصيات مارفل

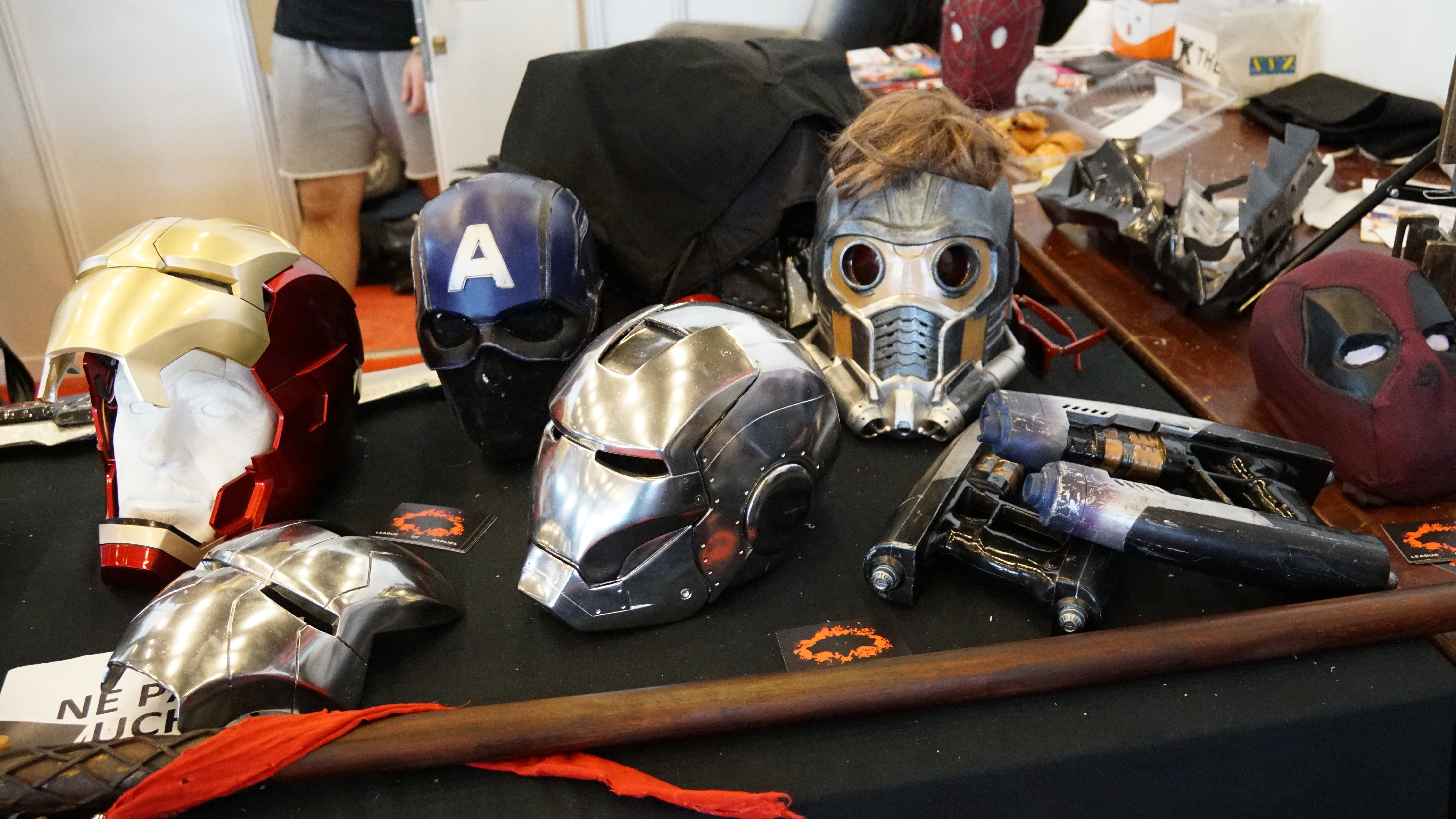
أقنعة و أسلحة بعض شخصيات مارفل

مارفل كومكس (بالإنجليزية: Marvel Comics)‏ هي شركة نشر في الولايات المتحدة تنشر مجلات القصص مصورة، أو «كومكس» (Comics). مارفل كومكس هي ملك شركة مارفل للنشر، التي هي فرع من شركة مارفل للتسلية. تأسست في عام 1939 حيث نشرت قصصا مصورة دورية، مقرها مدينة نيويورك الأمريكية، وتحديداً في مبني إمباير ستيت.
في 31 أغسطس، 2009، أعلنت شركة والت ديزني صفقة لشراء شركة مارفل للتسلية، الشركة الأم شركة مارفل للنشر، من أجل قيمة أربعة مليارات دولار نقداً وفي الأسهم.

## الشخصيات
أشهر قصصها التي نشرتها على مر تاريخها:
- الرجل العنكبوت Spider-Man
- الرجل الحديدي Iron-Man
- الرجل الأخضر Hulk
- ستار فوكس Starfox
- كابتن أمريكا Captain America
- ثور Thor
- إكس-من X-Men
- 'فنتاستك فور The Fantastic Four
- جوست رايدر ghost rider
- الرجل النملة Ant Man
- حراس المجرة guardian of the galaxy
- ديدبول Deadpool
- الأرملة السوداء Black Widow